# Suikoden IV
Suikoden IV (幻想水滸伝IV Gensō Suikoden Fō?) es un videojuego de rol de Konami publicado para PlayStation 2 en verano de 2004, en Japón, y a principios de 2005 en Europa y América. Es el cuarto juego de la serie Suikoden, siendo el primero para PlayStation 2 en aparecer en Europa, ya que Suikoden III nunca llegó. En España fue publicado con textos traducidos al español y voces en inglés.
Contaba con todos los elementos clásicos de Suikoden, salvo que en lugar de un castillo, la base principal era un barco. La historia sucede unos 150 años antes que el resto de juegos de la saga (SY 302-307). Un tiempo después sacaron su secuela, Suikoden Tactics.
Fue dirigido por Masayuki Saruta y producido y diseñado por Junko Kawano. Masahiko Kimura compuso la música del juego. El opening del juego. "La Mer" (El Mar) y el Ending remix de "Into a World of Illusions" fueron compuestos por el músico Coba.

## Trama
La historia narra las aventuras del joven Lazlo, un caballero de Gaien que cumple con su entrenamiento junto a su inseparable amigo Snowe Vingerhut. En una de las misiones, el barco de los caballeros es atacado por el pirata Brandeau. El pirata es vencido tras un feroz combate, pero su Runa del Castigo pasa a manos del Comandante Glen Cott. Más tarde, la runa acaba con la vida de Glen y Lazlo es culpado de su muerte injustamente. La Runa del Castigo se apodera de Lazlo y es desterrado por su crimen. La aventura de Lazlo y su runa no hace más que comenzar ahí...

## Juego
Suikoden IV sigue los pasos de sus predecesores, con combates por turnos, una base principal, runas mágicas, armas afilables, 108 Estrellas del Destino, etc. No obstante, los combates pasan a ser de cuatro personajes en lugar de seis. Además, no existen las formaciones de batalles, mostrándose siempre los cuatro personajes en fila. Con todo, no hay mucha variación respecto a otros capítulos de la saga, aunque los cambios hacen combates más monótonos y se desaprovecha todo el arsenal de personajes que hay, ya que aparte de los cuatro del grupo, sólo se puede llevar a un integrante más que sirve para dar apoyo de diversas formas según el elegido.
Se mantienen los duelos uno contra uno, aunque no hay demasiados en todo el juego y son bastante sencillos de superar. Las batallas estratégicas son lo más original de este juego, pues en lugar de ser con unidades de tierra, son batallas navales. Cada barco está liderado por una unidad, a la que se puede añadir otras unidades para que aumenten el poder de los cañones de runas o para que defiendan el barco en caso de ser abordado (entonces sucede una batalla normal, por lo que conviene tener a los integrantes de cada barco decentemente entrenados).
La movilidad por las ciudades es típica, manejándose a Lazlo (o el personaje que tengas en primer lugar una vez superado el juego) por toda la ciudad, donde se puede comprar, equiparse, afilar armas o descansar. Todas las ciudades son islas, separadas unas de otras por un mar que será el mapa a recorrer en barco. El movimiento del barco es algo tedioso, y aparecen combates con bastante frecuencia, pero se soluciona el problema una vez se cuenta con Viki, que puede teletransportar a Lazlo vaya ella o no en el grupo.
La base principal es el propio barco, El Intrépido, que cumple las mismas funciones que los castillos del resto de juegos. Tendrá tiendas, baños, minijuegos y todo lo necesario una vez se haya reclutado al personaje adecuado para cada tarea. Llega a tener incluso una sala de confesiones, la cual resulta muy interesante para enterarse de datos personales de muchos personajes.
La duración del juego es algo escasa en comparación con la de otros Suikoden, ya que la historia principal se puede completar en menos de 30 horas, pero se alarga bastante más la duración si se pretende reclutar a las 108 Estrellas del Destino, algo que no es sencillo ya que algunos personajes son realmente difíciles de encontrar sin una guía y además pueden perderse.
Textos en español, voces en inglés.

## Personajes
Héroes principales
- Lazlo: Protagonista de la historia. Fue desterrado de Gaien por un delito que no cometió y busca limpiar su nombre.
- Snowe Vingerhut: El mejor amigo de Lazlo, casi un hermano. Proviene de una familia noble y es bastante envidioso.
- Kika: Capitana pirata muy habilidosa con las espadas. Guarda algún tipo de relación con Brandeau.
- Lino En Kuldes: Es el Rey de Obel. Amable y valiente. Trata de forma especial a Lazlo.
- Elenor Silverberg: Una antigua estratega que vive retirada en Isla Ermita.

Imperio Kooluk
- Graham Cray: Estratega miliar de Kooluk. Perdió su mano y en su lugar lleva una prótesis con la que puede disparar veneno.
- Troy: Oficial de la 1ª Flota de Kooluk. Apodado el Hijo del Dios del Mar, es toda una leyenda.
- Colton: Oficial de la 2ª Flota. Un anciano testarudo que suele viajar con Troy.
- Helmut: Oficial de Kooluk a cargo de la ciudad de Razril.
- Gobernador: El gobernador del Imperio Kooluk.

## Diferentes finales
Suikoden IV cuenta con 3 finales. El primero es una especie de "broma". Los otros dos son idénticos, salvo que en uno aparece una escena extra al final. Son los siguientes:
- Primer final: Al llegar a la Isla Desierta hay que optar todo el rato por quedarse a vivir en ella aunque el grupo se niegue. El juego acaba y luego aparecen en la isla con avatares diseñados de forma graciosa y sin colorear.
- Segundo final: Acabar el juego sin reclutar a las 108 Estrellas del Destino.
- Tercer final: Acabar el juego habiendo reclutado a las 108 Estrellas del Destino. Aparecerá una escena extra. Es el final original del juego.

## Recepción
Suikoden IV tuvo numerosas críticas debido al cambio con respecto a las entregas anteriores. Muchos achacaron la culpa a la retirada de Yoshitaka Murayama, creador de la serie Suikoden.
En Japón había vendido 303,069 copias a finales de 2004, algo menos que Suikoden III, que vendió 377,729 copias. En Norteamérica si vendió algo más que su antecesor.
Las voces del doblaje inglés fueron bien consideradas, así como el personaje de Snowe, que según la revista IGN, la evolución del personaje en el juego es una de las más asombrosas que han visto en los últimos tiempos. Lo que defraudó a los jugadores fue el sistema de 4 personajes en combates, así como la corta duración del juego.
Konami tomó nota y volvió a añadir a 6 personajes en Suikoden V, y le dio una duración mayor.